# 존 롤프
존 롤프(John Rolfe, 1585년경 -1622년 3월)는 북미의 초기 버지니아 식민지의 영국인 개척자이다. 버지니아 식민지의 전략적 수출 작물이 되는 담배 재배에 최초로 성공한 사람으로 알려져 있으며, 인디언 포우하탄 연방 추장의 딸 포카혼타스의 남편으로도 알려져 있다.

## 생애
롤프는 잉글랜드의 노퍽 카운티, 히캄에서 존 롤프와 도로시 메이슨 부부의 아들로 태어나 1585년 5월 6일 세례를 받았다. 당시 스페인은 매력적인 특산품인 담배를 사실상 독점적 취급하고 있었다. 신세계의 스페인령 식민지의 대부분은 제임스타운과 같은 영국령 식민지보다 담배 재배에 적합한 남쪽의 따뜻한 기후를 가지고 있었다. 담배 소비량이 높아짐에 따라 영국과 스페인 사이의 무역수지에 크게 영향을 주었다. 롤프는 잉글랜드의 새로운 식민지인 버지니아 식민지의 제임스타운에서 담배를 재배하여 스페인과의 무역에서 발생하는 적자를 줄일 수 있는 기회를 찾았던 수많은 사업가 중 한 사람이었다. 롤프는 당시 트리니다드 섬과 남미에서 재배되고 있었던 특히 인기가 높은 담배 품종의 씨앗을 반입했다. 당시 스페인은 전략적 품목인 담배씨를 스페인령 이외에 지역에 판매를 하면 사형을 시킬 정도로 외부 유출을 극도로 경계하고 있었다.

### 세 번째 보급선의 항해
런던의 버지니아 회사 영주들의 계획에 따라 제임스타운은 1607년 5월 14일 최초의 개척자 집단이 구성되었다. 이 식민지는 영국의 초기 개척에 문제가 많은 것을 알고, 1608년에 크리스토퍼 뉴포트 선장의 두 번의 보급 항해가 이루어진 후, 1609년에 다시 그때까지의 규모보다 더 선단을 구성하여 수백의 새로운 개척자와 보급 물자를 싣고 대서양을 횡단했다. 세 번째 보급선단을 이끈 것은 버지니아 회사의 새로운 기함 《시 벤처 호》(Sea Venture)이며, 그 배에는 롤프와 그 아내, 어린 자녀 한 명이 타고 있었다.
세 번째 보급 선단은 1609년 5월 영국을 떠나 제임스타운으로 향했다. 7척의 대형 범선 선단에, 두 척의 작은 핀네스를 이끌고 있었다. 대서양에서 남하하면서 3일 동안이나 계속된 대형 허리케인을 만나 선단의 배는 뿔뿔이 흩어졌다. 새로운 시벤처 호는 누수가 막을 수 없을 정도로 망가졌으며, 퍼내는 물보다 더 빨리 물이 차올랐다. 버지니아 회사의 제독 조지 서머스 경이 지휘를 맡았고, 선박 침몰을 막기 위해 버뮤다 환초에 신중하게 배를 진행시켰다. 결국 타고 있던 150명의 승객과 승무원 그리고 개 한 마리만 살아남았다. 그 대부분은 이후 "서머스 제도"라고 불리게 된 섬 버뮤다에 10개월 동안 머물면서 그동안 제임스타운으로 항해를 계속하기 위하여 작은 배 두 척을 건조 하였다. 그러나 대부분의 승객과 승무원이 여행을 끝내지 못했다. 어떤 사람은 죽었고, 해상에서 실종되었거나, 또는 버뮤다에 대한 영국의 영유권 주장을 유지하기 위해 그곳에 남겨졌다. 이 때문에 버지니아 회사 칙허는 1612년까지 버뮤다에 이르지 못했지만, 그 식민지 시작일은 1609년부터 시작되었다. 버뮤다 섬에 묻힌 자들 중에는 롤프의 아내와 그의 아이도 포함되어 있었다.
1610년 5월 새로 건조된 두 척의 선박은 버뮤다를 출발했다. 이 배에는 롤프, 서머스 총독, 스티븐 홉킨스와 토마스 게이츠 경이 포함된 142명의 표류자가 타고 있었다. 당시 제임스타운이 있는 버지니아 식민지는 "굶주림의 시기"라고 불리는 기간으로 기근과 질병으로 인해 대부분 황폐화되었다. 세 번째 보급 선단의 물자는 거의 도착하지 않았고 (시벤처 호를 파손시켰던 허리케인이 나머지 선단에도 큰 영향을 미치고 있었다), 단 60명의 개척자가 남아있을 뿐이었다. 제임스타운은 포기가 불가피했지만, 식민지가 살아남을 수 있었던 것은 버뮤다에서 두 척의 작은 배가 도착한 것과 1610년 6월 10일에 델라웨어 경이 지휘한 다른 구원선단이 도착했기 때문이었다. 롤프는 아내와 아이를 잃고, 겨우 정착한 이후 담배에 대한 지연된 사업을 시작했다.

### 오리노코 담배
버지니아 인디언들이 재배하는 담배는 너무 독해서 유럽인들의 기호에 맞지 않았다. 그래서 구하기 힘든 스페인 종자를 사용한 트리니다드에서 온 맛이 더 좋은 종자를 도입하려고 했다. 1611년, 롤프는 북아메리카에서 최초로 "니코티아나 타바쿰"이라는 담배를 상업적으로 재배하는데 성공했다. 담배 수출은 1612년부터 시작되었고, 버지니아 식민지의 수지를 개선하는데 공헌을 했다. 롤프는 버지니아에서 재배한 담배를 "오리노코"라고 불렀다. 이것은 담배를 보급했던 월터 롤레이 경이 전설의 황금 도시 엘도라도를 찾아 가이아나의 오리노코강을 거슬러 올라간 1580년 작전을 기리기 위한 것으로 예상된다. 오리노코 담배가 통한 점은 그 니코틴이었고, 사교계에서 그것을 유쾌하게 사용했다.
제임스타운 이민자들은 담배를 수출하게 되자 제임스 강을 따라 새로운 농장이 개척되었고, 그곳에서 수출 선적은 강을 따라 부두를 사용할 수 있게 되었다. 1612년 롤프는 제임스타운의 상류 약 50 km 지점에 바라나 농장을 설립했다. 강 건너에는 토마스 데일 경이 개발을 하고 있었던 헨리커스가 있었다.

### 포카혼타스

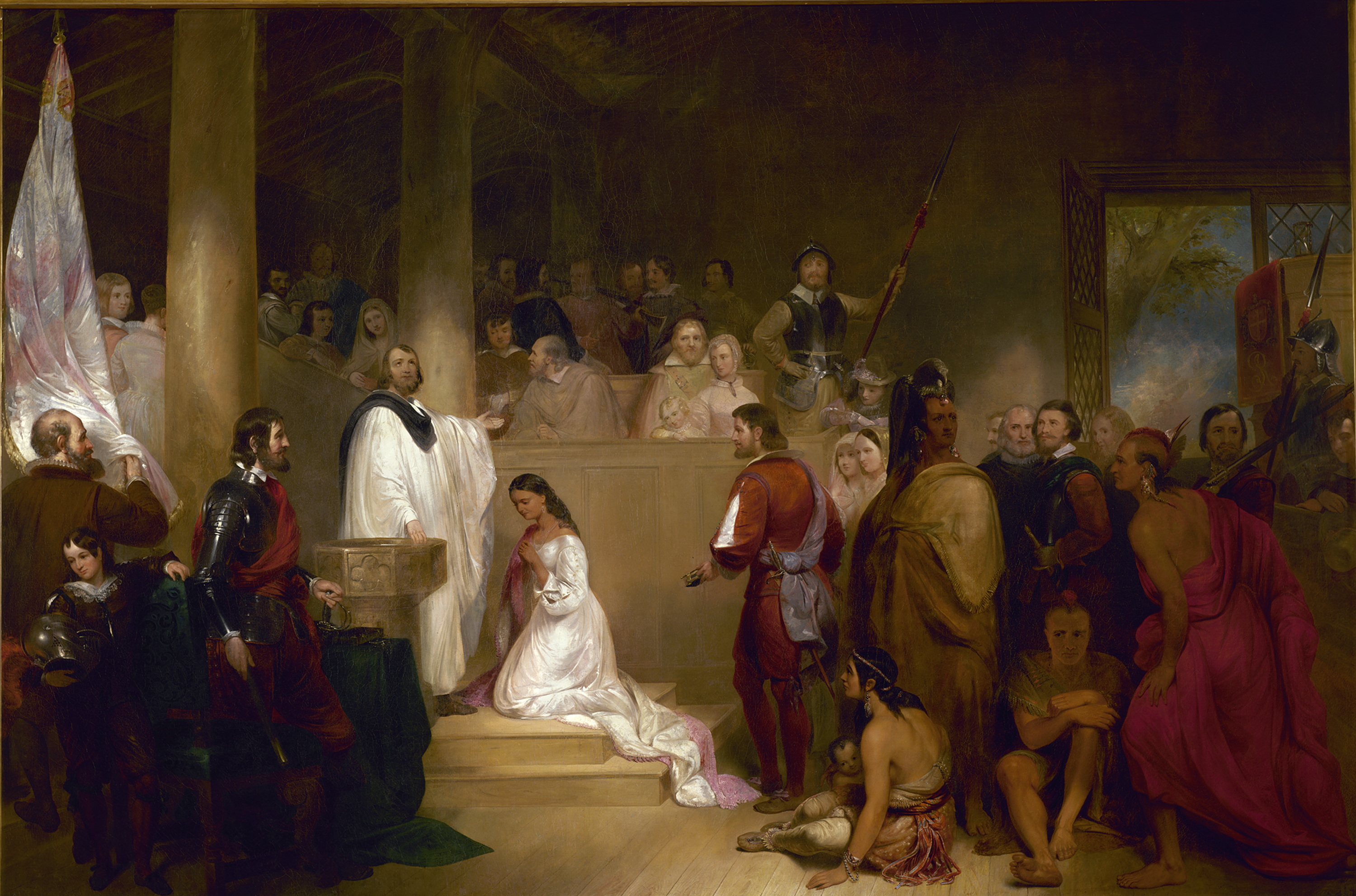
포카혼타스의 세례에서 그려진 롤프(포카혼타스의 뒤 오른쪽), 1840, by 존 게스비 채프먼

1614년, 롤프는 인디언 부족 지도자, 포우하탄 추장의 딸 포카혼타스와 결혼했다. 포카혼타스는 영국인 정착자들에 의해 납치되어, 교섭을 위한 인질로 일년동안 감금되어 있었다. 포우하탄 추장은 이들의 결혼을 인정했고, 제임스 강을 사이에 둔 맞은편의 작은 벽돌집을 롤프와 포카혼타스의 신혼집으로 사용되었다. 오늘날 그 자리는 스미스 요새 플랜테이션으로 알려져 있으며, 서리 카운티에 위치해 있다. 스미스 요새는 제임스타운 다음으로 세워진 요새이며, 1609년 존 스미스에 의해 시작되었지만, 1610년 버려지게 된다. 현재 스미스 요새에 서 있는 20 x 40 규모의 집은 1763년으로 거슬러 올라가며, 완벽하게 원형을 유지하고 있다.
롤프는 바리나 농장에 적당한 숙소를 두고, 그곳에서 영구적인 거주지로 마련해 결혼 후 몇 년을 보냈다. 바리나 농장은 그 아들 토마스 롤프가 태어난 장소가 되었다. 롤프의 바리나 농장은 롤프가 도입에 성공했던 스페인산의 부드러운 품종의 담배를 따서 명명되었다.
포카혼타스와 롤프는 아이를 데리고 1616년 잉글랜드를 여행했으며, 젊은 포카혼타스는 귀빈으로 널리 환영받았으며, 왕실의 초청을 받았다. 이 출국 여행은 버지니아 회사의 "광고용 여행"이라는 색채가 강한 여행이었다. 그러나 버지니아에 돌아갈 준비를 하고 있을 때, 포카혼타스는 병이 악화되어 켄트주에서 사망했다. 어린 아들 토마스는 살아남았고, 롤프가 식민지로 돌아간 후에도 영국에 머물렀다.

### 이후
1619년, 롤프는 재인 피어스와 재혼했다. 부부는 1620년에 외동딸 엘리자베스를 낳았다. 엘리자베스는 1635년에 15세의 나이에 죽었다. 롤프는 버뮤다 헌드레드 또는 그 근처에 살고 있었지만, 1622년에 급사했고, 사망 원인은 분명하지 않다. 1622년 인디언 학살 동안 또는 같은 해에 다시 있던 식민지인과 인디언 사이의 전쟁에서 포우하탄 연방에 의해 살해 됐을 가능성도 있다. 몇몇 논픽션 책에서는 질병으로 죽은 것으로 되어 있다. 포카혼타스와 롤프의 아들, 토마스 롤프는 이후 영국에서 교육을 받은 후 버지니아로 돌아가 포우하탄 족에게도, 영국인 개척자에게도 받아들여졌다. 토마스는 제임스 타운의 영국인 개척자 윌리엄 포이트레스 대위의 딸 제인 포이트레스와 결혼하여 무남독녀인 제인을 낳았다. 제인은 1675년 로버트 볼링과 결혼을 했으며, 이듬해 1676년 독자인 존을 남기고 세상을 떠났다. 롤프는 자신의 아이들을 통해 많은 버지니아의 후손을 가졌으며, 영국인과 인디언 모두의 피를 가진 가계를 만들었다.

## 같이 보기
- 포카혼타스
- 버지니아 식민지
- 포우하탄